# Astrolabe (Melun)
Pour les articles homonymes, voir Astrolabe (homonymie).
L'Astrolabe est la médiathèque de la ville de Melun. Elle se trouve sur l'île Saint-Étienne.

## Historique
Érigée dans les années 90 à l'emplacement des silos construits dans les années 1930, l'Astrolabe remplace l'ancienne bibliothèque et espace d'exposition situés dans l'hôtel de la Vicomté. 
Située au 25 rue du Château, elle a été inaugurée en juin 2004. Elle offre à son inauguration Avec 5600 m2 de superficie, 100 000 documents écrits, 12500 fonds sonores, 2 auditoriums et 75 postes informatiques accessibles gratuitement aux visiteurs.
En avril 2010, un nouveau portail web est inauguré :  le souhait de l’Astrolabe est de faire de ce portail un lieu vivant, ouvert et évolutif auprès de tous les publics, un outil de médiation innovant pour aller vers l’utilisateur et construire avec lui.